# Schout Velthuys
Schout Velthuys is een van oorsprong uit het Rijnland afkomstig geslacht dat sinds het midden van de 19e eeuw bestuursfuncties op lokaal en provinciaal niveau in met name Zeeland vervulde en waarvan de in het Nederland's Patriciaat opgenomen tak in 2004 uitstierf.

## Geschiedenis
De stamreeks begint met Gerhardt (Schalt) Feldhaus(en) die in 1733 in Wallach in het Rijnland overleed en wiens zoon  Frans Schout Velthuijs in 1719 in Wallach werd gedoopt en in 1743 in Vlissingen in ondertrouw ging. Vervolgens was ook nageslacht in Zeeland gevestigd en bekleedde er lokale en provinciale bestuursfuncties, naast rechterlijke functies. Telgen trouwden met leden van andere aanzienlijke families waarna ook topfuncties in het bedrijfsleven door hen of aangetrouwden werden vervuld. In 1994 werd deze tak van het geslacht opgenomen in het genealogische naslagwerk Nederland's Patriciaat waarna de laatste vrouwelijke telg in 2000, de laatste mannelijke in 2004 overleed, beiden ongehuwd.

## Enkele telgen
Cornelis Schout Velthuys (1812-1870), notaris en lid Provinciale Staten van Zeeland
- Catharina Schout Velthuys (1848-1931); trouwde in 1875 met mr. Pieter Jacobus Franciscus van Voorst Vader (1844-1918), advocaat, rechter, lid gemeenteraad van Middelburg en lid Provinciale Staten van Zeeland
- Mr. Johannes Marius Schout Velthuys (1851-1920), griffier kantongerecht en lid Provinciale Staten van Utrecht; trouwde in 1880 met Wilhelmine Florentina Kol (1856-1927), telg uit het Utrechtse bankiersgeslacht Kol
  - Sophia Schout Velthuys (1882-1976); trouwde in 1904 met dr. Frits Fentener van Vlissingen (1882-1962), onder andere directeur bij de Steenkolen Handels Vereeniging (SHV) en de Algemene Kunstzijde Unie (AKU), de voorloper van AkzoNobel, telg uit het geslacht Van Vlissingen
  - Maria Adriana Schout Velthuys (1882-1926); trouwde in 1905 met Daniël George van Beuningen (1877-1955), eveneens directeur bij de SHV, kunstverzamelaar, telg uit het geslacht Van Beuningen
  - Everard Henri Schout Velthuijs (1884-1945), president-commissaris N.V. Visscherij Mij. Kennemerland
    - Mr. Johannes Marius Schout Velthuys (1912-2004), directiesecretaris SHV, adjunct-directeur Beleggingsmaatschappij Unitas en president-commissaris N.V. Visscherij Mij. Kennemerland; laatste mannelijke telg
    - Johanna Cornelia Maria (Corrie) Schout Velthuys (1915-2000), laatste vrouwelijke telg

  - Johanna Maria Schout Velthuys (1894-1989); trouwde in 1918 met jhr. Johannes Maximiliaan van den Bosch (1888-1971), directeur bij de AKU en telg uit de adellijke tak van het geslacht Van den Bosch

Geslachten die opgenomen zijn in het sinds 1910 verschijnende genealogische naslagwerk Nederland's Patriciaat. Lijst volgens opgave van het CBG Centrum voor familiegeschiedenis.
A · B · C · D · E · F · G · H · I · J · K · L · M · N · O · P · Q · R · S · T · U · V · W · Y · Z